# Adrian Hope, 4. Marquess of Linlithgow

Wappen des Marquess of Linlithgow

Adrian John Charles Hope, 4. Marquess of Linlithgow (* 1. Juli 1946) ist ein britischer Adliger und Politiker.

## Leben und Karriere
Adrian Hope ist der Sohn von Charles Hope, 3. Marquess of Linlithgow und dessen Gattin Vivien Kenyon-Slaney. Er besuchte das Eton College.
Beim Tod seines Vaters, 1987, erbte er dessen Adelstitel, einschließlich des damit verbundenen Sitzes im House of Lords. Seine Antrittsrede im Parlament hielt er 1991. Durch den House of Lords Act verlor er 1999 seinen erblichen Parlamentssitz. Den Familiensitz, das Hopetoun House bei Edinburgh, bewohnt heute sein Sohn und Titelerbe Andrew Hope, Earl of Hopetoun. Der 4. Marquess selbst bewohnt das dazugehörige Landgut. Sein Vermögen wurde 1999 auf über 20 Millionen Pfund Sterling geschätzt.

## Familie
Am 9. Januar 1968 heiratete er in erster Ehe Anne Pamela Leveson. Die Ehe wurde 1978 geschieden. Mit Anne hat er zwei Kinder:
- Andrew Victor Arthur Charles Hope, Earl of Hopetoun (* 22. Mai 1969)
- Alexander John Adrian Hope (* 3. Februar 1971)

In zweiter Ehe heiratete er 1980 Peta Carol Binding. Diese Ehe wurde 1997 geschieden. Mit Peta hat er zwei Kinder:
- Louisa Civienne Hope (* 16. April 1981)
- Robert Charles Robin Adrian Hope (* 17. Januar 1984)

Am 1. November 1997 heiratete er in dritter Ehe Auriol Veronica Mackeson-Sandbach.